# Pterolophia everetti
Pterolophia everetti là một loài bọ cánh cứng trong họ Cerambycidae.